# Anthony Elanga
Anthony David Junior Elanga, dit Anthony Elanga, né le 27 avril 2002 à Hyllie (en) en Suède, est un footballeur international suédois qui évolue au poste d'ailier gauche à Newcastle United.

## Biographie

### En club

#### Débuts en Suède puis formation à Manchester United (2014-2021)
Né à Hyllie (en) en Suède, Anthony Elanga est formé par l'IF Elfsborg puis le Malmö FF avant de rejoindre Manchester United en 2014, où il poursuit sa formation. 

#### Passage chez les professionnels à Manchester United (2021-2023)
Anthony Elanga joue son premier match en professionnel le 11 mai 2021 contre Leicester City, en championnat. Il est titularisé au poste d'ailier gauche et son équipe s'incline par deux buts à un. 
Le 23 mai 2021, il est de nouveau titularisé lors de la dernière journée de la saison 2020-2021 contre Wolverhampton Wanderers, où il se fait remarquer ce jour-là en inscrivant son premier but en professionnel, sur une passe décisive de Daniel James, ouvrant ainsi le score. Son équipe l'emporte par deux buts à un ce jour-là,.
Le 8 décembre 2021, le nouvel entraîneur de Manchester United, Ralf Rangnick, titularise Elanga lors d'une rencontre de Ligue des champions face au Young Boys Berne. Les deux équipes se neutralisent ce jour-là (1-1). Le 24 décembre 2021, Elanga prolonge son contrat avec Manchester United jusqu'en 2026.
Le 23 février 2022, il inscrit son premier en but en Ligue des champions lors du 8e de finale aller sur le terrain de l'Atlético Madrid, permettant aux Mancuniens d'égaliser en fin de match. A l'issue de la saison 2022-2023, il n'aura joué que 26 matchs pour aucun but marqué.

#### Nottingham Forest (depuis 2023)
Le 24 juillet 2023, Anthony Elanga quitte son club formateur Manchester United pour rejoindre Nottingham Forest pour un contrat de cinq ans et une indemnité de 17 M€.
Elanga inscrit son premier but pour Nottingham Forest le 2 septembre 2023, lors d'une rencontre de championnat face au Chelsea FC. Titulaire, il donne la victoire à son équipe en étant l'unique buteur de la partie,.
Le 15 mars 2025, Elanga est l'auteur de son premier doublé pour Nottingham Forest lors d'une rencontre de Premier League face à Ipswich Town. Il est titularisé et participe à la victoire de son équipe par quatre buts à deux.

### En sélection

#### Chez les jeunes (2019-2022)
Anthony Elanga est retenu avec l'équipe de Suède des moins de 17 ans pour participer au championnat d'Europe des moins de 17 ans en 2019. Lors de cette compétition organisée en Irlande il joue trois matchs en tant que titulaire et se fait remarquer en réalisant un doublé face à la France le 6 mai (défaite 4-2 des Suédois). Avec trois défaites en trois matchs la Suède est éliminée dès la phase de groupe.
Le 3 juin 2021, Anthony Elanga joue son premier match avec l'équipe de Suède espoirs contre la Finlande. Titularisé ce jour-là, il se fait remarquer en inscrivant également son premier but avec les espoirs, contribuant ainsi la victoire de son équipe par deux buts à zéro,.
Il se met ensuite en évidence en inscrivant au cours de l'année 2021 six buts lors des éliminatoires de l'Euro espoirs. Il est notamment l'auteur d'un doublé face au Monténégro avant d'en mettre un autre face à la Bosnie-Herzégovine.

#### Avec les A (2022-)
En mars 2022, Anthony Elanga est convoqué pour la première fois avec l'équipe nationale de Suède, par le sélectionneur Janne Andersson. Il honore sa première sélection avec la Suède le 24 mars 2022, lors d'un match de barrages pour la coupe du monde 2022 contre la Tchéquie. Il entre en jeu en fin de partie à la place de Emil Forsberg et son équipe s'impose après prolongations (1-0 score final).

## Vie privée
Anthony Elanga est le fils de Joseph Elanga, ancien footballeur professionnel camerounais.

## Statistiques

### En club
| Saison                | Club                  | Championnat           | Championnat | Championnat | Championnat | Coupe nationale | Coupe nationale | Coupe nationale | Coupe de la Ligue | Coupe de la Ligue | Coupe de la Ligue | Compétition(s) continentale(s) | Compétition(s) continentale(s) | Compétition(s) continentale(s) | Compétition(s) continentale(s) | Total | Total | Total |
| Saison                | Club                  | Division              | M.          | B.          | P.d.        | M.              | B.              | P.d.            | M.                | B.                | P.d.              | Comp.                          | M.                             | B.                             | P.d.                           | M.    | B.    | P.d.  |
| 2020-2021             | Manchester United     | Premier League        | 2           | 1           | 0           | -               | -               | -               | -                 | -                 | -                 | C1+C3                          | 0                              | 0                              | 0                              | 2     | 1     | 0     |
| 2021-2022             | Manchester United     | Premier League        | 21          | 2           | 2           | 2               | 0               | 0               | 1                 | 0                 | 0                 | C1                             | 3                              | 1                              | 0                              | 27    | 3     | 2     |
| 2022-2023             | Manchester United     | Premier League        | 16          | 0           | 1           | 1               | 0               | 0               | 4                 | 0                 | 1                 | C3                             | 5                              | 0                              | 0                              | 26    | 0     | 2     |
| Sous-total            | Sous-total            | Sous-total            | 39          | 3           | 3           | 3               | 0               | 0               | 5                 | 0                 | 1                 | -                              | 8                              | 1                              | 0                              | 55    | 4     | 4     |
| 2023-2024             | Nottingham Forest     | Premier League        | 36          | 5           | 9           | 2               | 0               | 0               | 1                 | 0                 | 0                 | -                              | -                              | -                              | -                              | 39    | 5     | 9     |
| 2024-2025             | Nottingham Forest     | Premier League        | 38          | 6           | 11          | 4               | 0               | 1               | 1                 | 0                 | 0                 | -                              | -                              | -                              | -                              | 43    | 6     | 12    |
| Sous-total            | Sous-total            | Sous-total            | 74          | 11          | 20          | 6               | 0               | 1               | 2                 | 0                 | 0                 | -                              | -                              | -                              | -                              | 82    | 11    | 21    |
| 2025-2026             | Newcastle United      | Premier League        | 1           | 0           | 0           | -               | -               | -               | -                 | -                 | -                 | C1                             | -                              | -                              | -                              | 1     | 0     | 0     |
| Total sur la carrière | Total sur la carrière | Total sur la carrière | 114         | 15          | 23          | 9               | 0               | 1               | 7                 | 0                 | 1                 | -                              | 8                              | 1                              | 0                              | 138   | 16    | 25    |

### En sélection
| Saison                | Sélection             | Phases finales        | Phases finales | Phases finales | Phases finales | Éliminatoires | Éliminatoires | Éliminatoires | Matchs amicaux | Matchs amicaux | Matchs amicaux | Total | Total | Total |
| Saison                | Sélection             | Compétition           | M              | B              | Pd             | M             | B             | Pd            | M              | B              | Pd             | M     | B     | Pd    |
| --------------------- | --------------------- | --------------------- | -------------- | -------------- | -------------- | ------------- | ------------- | ------------- | -------------- | -------------- | -------------- | ----- | ----- | ----- |
| 2021-2022             | Suède                 | -                     | -              | -              | -              | 5             | 1             | 0             | -              | -              | -              | 5     | 1     | 0     |
| 2022-2023             | Suède                 | -                     | -              | -              | -              | 4             | 1             | 0             | 3              | 1              | 0              | 7     | 1     | 0     |
| 2023-2024             | Suède                 | -                     | -              | -              | -              | -             | -             | -             | 5              | 0              | 0              | 5     | 0     | 0     |
| 2024-2025             | Suède                 | -                     | -              | -              | -              | 2             | 0             | 0             | 3              | 1              | 0              | 5     | 1     | 0     |
| Total sur la carrière | Total sur la carrière | Total sur la carrière | 0              | 0              | 0              | 11            | 2             | 0             | 11             | 2              | 0              | 22    | 4     | 0     |

Le tableau suivant liste les rencontres de l'équipe de Suède dans lesquelles Anthony Elanga a été sélectionné depuis le 24 mars 2022 jusqu'à présent :

## Palmarès

### En club
| Manchester United (1) |
| --- |
| - Premier League (0) : - Vice-champion en 2021 - Coupe d'Angleterre (0) : - Finaliste en 2023 - Coupe de la Ligue (1) : - Vainqueur en 2023 - Ligue Europa (0) : - Finaliste en 2021 |